# Rakovnický kotrlák
Rakovnický kotrlák, též rakovnický rejdič, či rakovnický válivý rejdič, je plemeno holuba domácího pocházející z České republiky, z okolí Rakovníka. Je to drobný holub patřící do skupiny tzv. válivých rejdičů: jeho let je přerušovaný válením, při kterém holub dělá opakované rychlé přemety vzad. V seznamu plemen EE a tudíž i v českém vzorníku plemen náleží mezi rejdiče a vysokoletce, a to pod číslem 0885.

## Historie
Rakovnický kotrlák je staré české plemeno, vyprávění pamětníků dokazují jeho chov na Rakovnicku už v 19. století a už v té době měl zřejmě podobný zevnějšek i způsob letu. O jeho původu není nic známo, předpokládá se, že může být vzdáleně spřízněn s orientálními válivými rejdiči. První monografie plemene ve formě tenkého sešitku byla vydána v roce 1939. Klub chovatelů rakovnických kotrláků byl založen v roce 1960.

## Popis
Rakovnický kotrlák je drobný holub živého temperamentu. Patří mezi rejdiče polního typu, přičemž jeho tělesné tvary jsou elegantní a líbivé. Postava musí být co nejkratší. Hlava je menší, s vyšším a širokým čelem a mírně zploštělým temenem, zobák je široce nasazený, středně dlouhý, tupý a mírně klopený. Ozobí je jemné. Oči jsou perlové, v bílém peří vikvové, obkroužené úzkými obočnicemi. Barva zobáku a obočnic odpovídá zbarvení peří. Krk je krátký, směrem k hlavě se zužuje, ale na trup nasedá široce. Trup je kratší, dobře osvalený, lehce skloněný, hruď je vypjatá, hluboká a široká. Křídla jsou krátká, silná, svalnatá, dobře složená a přiléhající k tělu. Jejich letky jsou široké, nekříží se a spočívají nad ocasem. Ten je nesený v linii hřbetu, kterou prodlužuje, je úzce složený a přestože není moc dlouhý, téměř se dotýká země. Nohy jsou krátké a silné, běháky neopeřené a postoj je nízký a široký.
Opeření je krátké, husté a dobře přiléhající. Rakovnický kotrlák se chová v bílém, černém, modrém, červeném, žlutém, hnědém, šedohnědém a stříbřitém barevném rázu a v množství kreseb. Kromě plnobarevných holubů se chová v kresbě pruhové a kapraté, v rázu mramorovaném, v pštrosí a sedlaté kresbě, dále jsou kotrláci bělohrotí, s bílými ručními letkami, plamínci, s barevnou skvrnou na čele, tygři a bělouši.
Je to plodný holub, který polaří, má-li k tomu příležitost, a má malou spotřebu krmiva.

## Válení
Letová akrobacie je charakteristickým znakem plemene. Válení, neboli metání kotrlců, jsou přemety vzad prováděné v letu jednotlivými holuby. Holub se ve vzduchu otočí přes záda o 360° a pokračuje v původním směru letu. Někteří jedinci před přemetem ještě zatleskají křídly. Netrénovaný holub předvádí většinou jen jednotlivé přemety při vodorovném letu. Při tréninku, tedy vypouštění k proletu na omezenou dobu, se u nich objevuje i výškový let a takové válení, při kterém holub salta opakuje několikrát rychle za sebou. Kotrlák může válet buď při vodorovném letu, tzv. do šňůry, to je nejčastější, nebo může válet svisle dolů. Při takovém letu v nízkých výškách může dojít k úrazu nebo i k úhynu holuba nárazem na střechu nebo na zem. Počet provedených přemetů a schopnost holuba provádět je v různých směrech letu je podmíněna genetickými předpoklady.

## Galerie

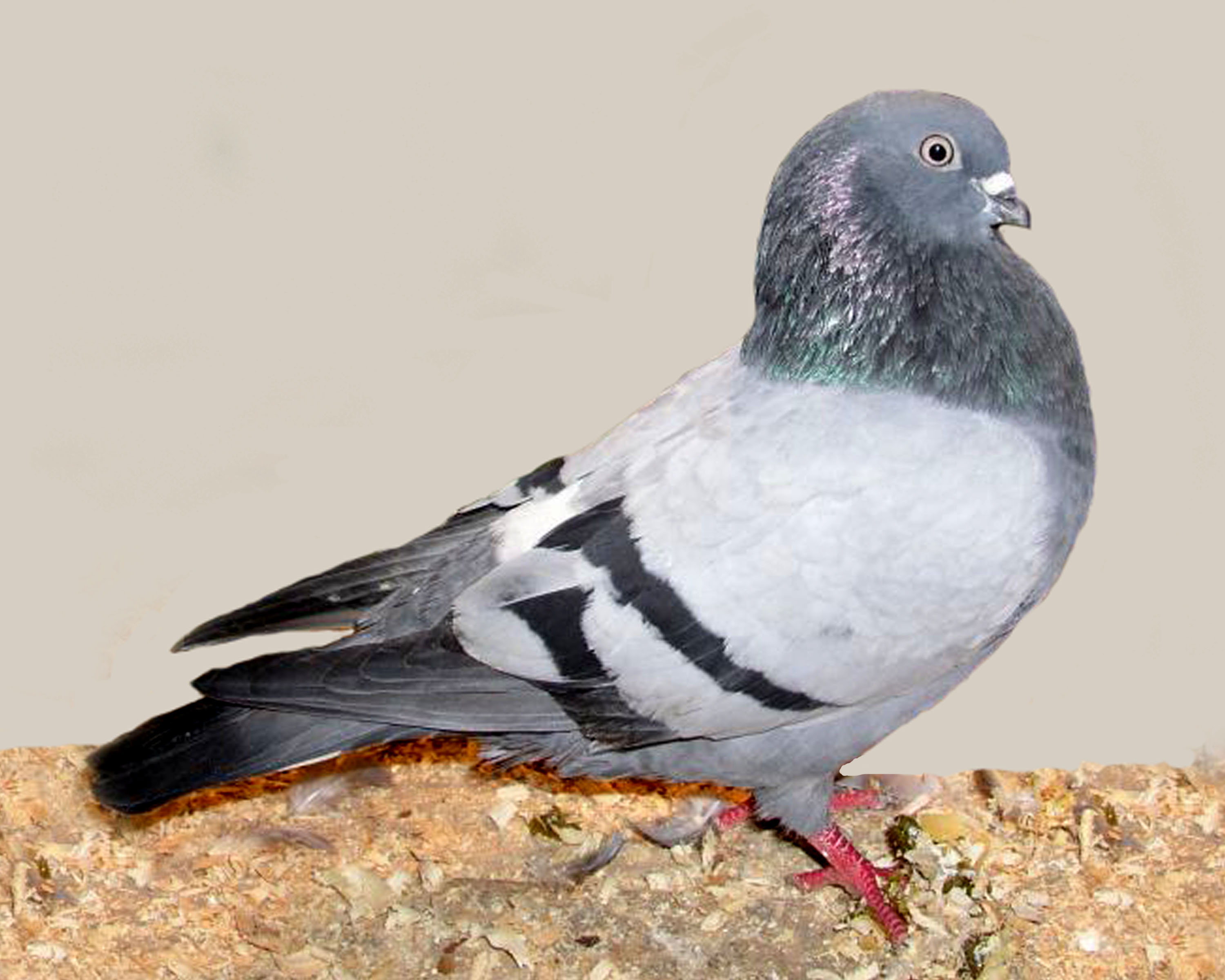
Rakovnický kotrlák modrý pruhový
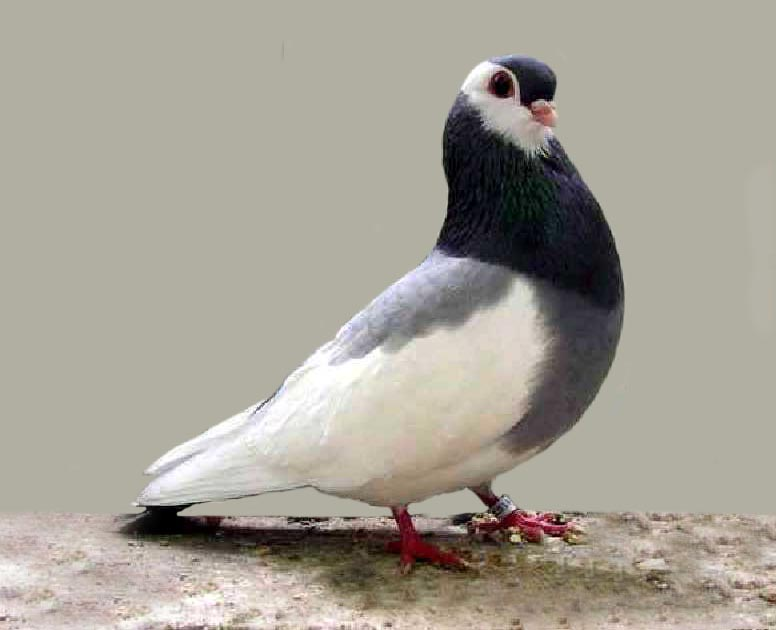
Rakovnický kotrlák modrý sedlatý
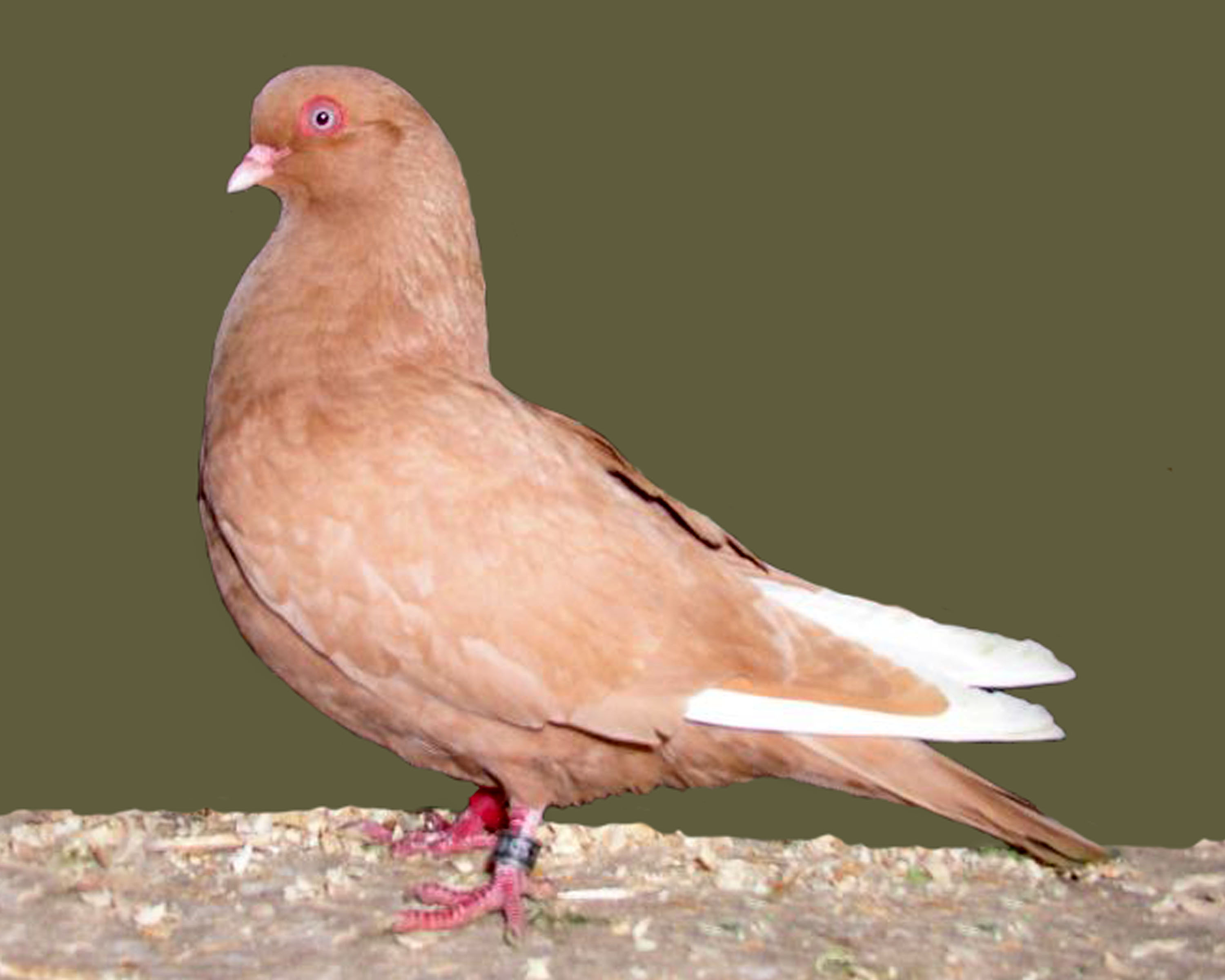
Rakovnický rejdič žlutý bělokosý